# Норт-Кайкос
Норт-Кайкос или Северный Кайкос (англ. North Caicos) — один из островов государства Теркс и Кайкос. Самый северный остров страны.

## География
Имеет площадь около 145 км². Омывается Саргассовым морем. Средняя температура данного острова зимой приблизительно 24-25 °C, летом около 31 °C. Находится в зоне тропического климата. В основном преобладают переменно-влажные леса.

## Флора и Фауна
На этом острове самое большое количество осадков из всей заморской территории Великобритании. Имеются редкие водоплавающие птицы и довольно разнообразная растительность.

## Население
Всего на острове живет около 1500 человек в четырёх жилых поселениях.
1. Бутл-Крик — самое большое поселение, живёт здесь 900 человек. Имеется единственная образовательное учреждение на острове: школа Раймонда Гардинера.
2. Уитби — вторая по населённости деревня. Живёт тут около 350 человек
3. Кью — самое старое поселение на острове живет тут 235—240 человек
4. Сенди-Пойнт — самая маленькая деревня на всём острове живут тут 20 человек.

## Туризм
Имеются несколько туристических мест. Первое из ник — это заповедник Литл Уотер Кей. В нём обитает большая численность особей различных игуан. Второе — длинный пляж Уитби, который расположен вблизи одноимённой деревни и тянется в длину до 12 км. Также имеется яхт-клуб в деревне Санди-Пойнт.